# ラジャグアラ駅

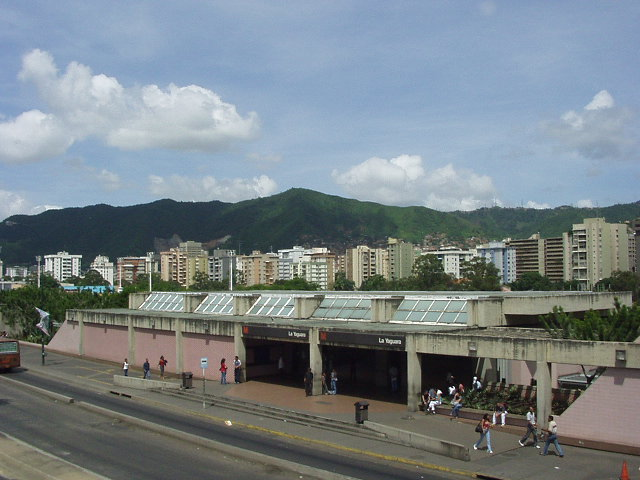
駅の遠景 (2004年6月)

ラ・ジャグアラ駅（ラ・ジャグアラえき、Estación La Yaguara）はベネズエラのカラカスにあるカラカス地下鉄2号線の地下鉄駅である。首都地区リベルタドル市エルパライソ区にある。

## 駅の構造
相対式2面2線のホームがある。改札と切符売り場が地上1階、ホームが地下1階にある。出口は北西側に1か所。

## 駅の周辺
北西の出口は、インテルコムナル・デ・アンティマノ通りに面している。駅の周辺、北西方向には工場が多く、カラカス最大の工業地である。
南東側にはフランシスコファハルド自動車が走り、グアイレ川が流れている。自動車道の南東に住宅地があるが、その方面に駅から通じる道はない。

## 歴史
- 1987年10月4日 2号線開通とともに開業。[1]

## 隣の駅
ラ・パス駅 - ラ・ジャグアラ駅 - カラピタ駅